# Borneophysis
Borneophysis is een kevergeslacht uit de familie van de boktorren (Cerambycidae). De wetenschappelijke naam van het geslacht werd voor het eerst geldig gepubliceerd in 2006 door Vives & Heffern.

## Soorten
Borneophysis is monotypisch en omvat slechts de volgende soort:
- Borneophysis chewi Vives & Heffern, 2006